# Goya (Filmpreis)

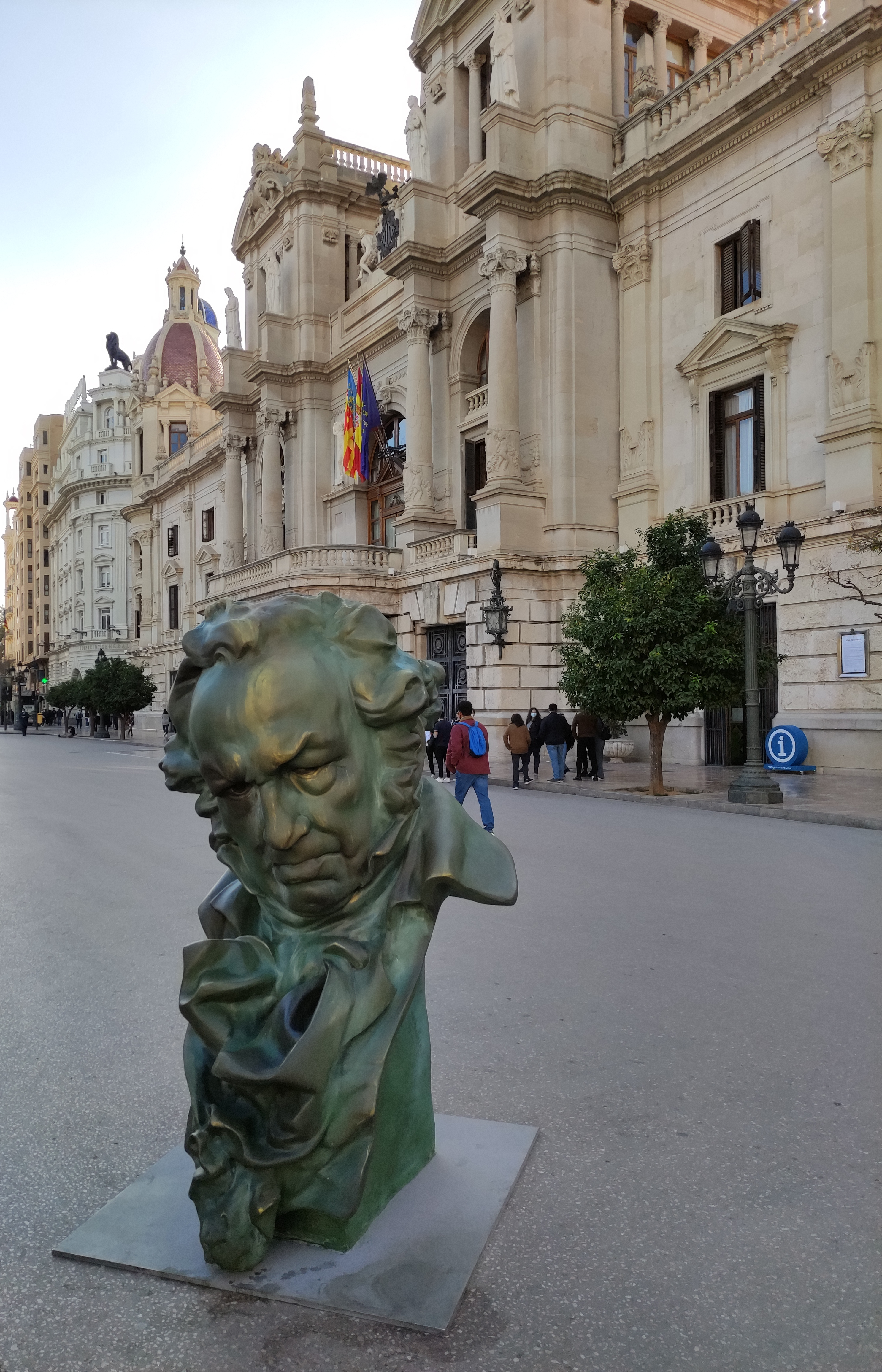
Eine Reproduktion der Goya-Preistrophäe in Valencia

Logo der Goya-Preisverleihung

Der Goya ist ein spanischer Filmpreis, der nach dem spanischen Maler Francisco de Goya benannt ist. Er wird von der spanischen Academia de las Artes y las Ciencias Cinematográficas (Akademie der Künste und der cineastischen Wissenschaften) vergeben. Die Preistrophäe ist eine Bronzebüste von Francisco de Goya.

## Geschichte und Beschreibung
Die Akademie wurde am 8. Januar 1986 als privatrechtliche Einrichtung gegründet und vergibt seit 1987 zu Beginn jedes Jahres die Preise. 2003 stand die Preisverleihung im Zeichen des Protests von Schauspielern und Regisseuren, darunter Javier Bardem und Pedro Almodóvar, gegen die spanische Beteiligung am Irakkrieg.
Im Vordergrund steht dabei die Förderung und Auszeichnung der spanischen Filmproduktion des Vorjahres. Derzeit werden Preise in 28 Kategorien vergeben, außerdem ein Ehren-Goya und seit 2022 ein „Goya international“. Neben den üblichen Kategorien wie Regie, Produktion, Schauspiel, Drehbuch oder Kamera wird mit Blick auf Südamerika auch der Beste ausländische Film in spanischer Sprache (heute heißt diese Kategorie „Mejor película iberoamericana“ – Bester iberoamerikanischer Film) gekürt sowie der Beste europäische Film. Ab dem Jahr 2000 konkurrierten jeweils vier Nominierte um den Preis in einer Kategorie, davor waren es drei. Seit 2023 gibt es jeweils fünf Nominierte in den einzelnen Kategorien.

## Kategorien
| Kategorie                       | Originalbezeichnung                                                                | verliehen |
| ------------------------------- | ---------------------------------------------------------------------------------- | --------- |
| Bester Film                     | Mejor película                                                                     | seit 1987 |
| Beste Regie                     | Mejor dirección                                                                    | seit 1987 |
| Beste Nachwuchsregie            | Mejor dirección novel                                                              | seit 1990 |
| Bestes Originaldrehbuch         | Mejor guión original                                                               | seit 1989 |
| Bestes adaptiertes Drehbuch     | Mejor guión adaptado                                                               | seit 1989 |
| Beste Filmmusik                 | Mejor música original                                                              | seit 1987 |
| Bester Filmsong                 | Mejor canción original                                                             | seit 2001 |
| Bester Hauptdarsteller          | Mejor interpretación masculina protagonista                                        | seit 1987 |
| Beste Hauptdarstellerin         | Mejor interpretación femenina protagonista                                         | seit 1987 |
| Bester Nebendarsteller          | Mejor interpretación masculina de reparto                                          | seit 1987 |
| Beste Nebendarstellerin         | Mejor interpretación femenina de reparto                                           | seit 1987 |
| Bester Nachwuchsdarsteller      | Mejor actor revelación                                                             | seit 1995 |
| Beste Nachwuchsdarstellerin     | Mejor actriz revelación                                                            | seit 1995 |
| Beste Produktionsleitung        | Mejor dirección de producción                                                      | seit 1988 |
| Beste Kamera                    | Mejor dirección de fotografía                                                      | seit 1987 |
| Bester Schnitt                  | Mejor montaje                                                                      | seit 1987 |
| Bestes Szenenbild               | Mejor dirección artística                                                          | seit 1987 |
| Beste Kostüme                   | Mejor diseño de vestuario                                                          | seit 1987 |
| Beste Maske                     | Mejor maquillaje y/o peluquería                                                    | seit 1987 |
| Bester Ton                      | Mejor sonido                                                                       | seit 1987 |
| Beste Spezialeffekte            | Mejores efectos especiales                                                         | seit 1988 |
| Bester Animationsfilm           | Mejor película de animación                                                        | seit 1990 |
| Bester Dokumentarfilm           | Mejor película documental                                                          | seit 2002 |
| Bester iberoamerikanischer Film | Mejor película iberoamericana (früher: Mejor película extranjera de habla hispana) | seit 1986 |
| Bester europäischer Film        | Mejor película europea                                                             | seit 1993 |
| Bester Kurzfilm                 | Mejor cortometraje de ficción                                                      | seit 1990 |
| Bester animierter Kurzfilm      | Mejor cortometraje de animación español                                            | seit 1995 |
| Bester Dokumentarkurzfilm       | Mejor cortometraje documental español                                              | seit 1993 |
| Ehren-Goya                      | Goya de honor                                                                      | seit 1987 |
| Goya international              | Goya internacional                                                                 | seit 2022 |

Nicht mehr vergebene Kategorien:
- 1987–1988: Bestes Drehbuch (Mejor guión)

## Rekorde
| Statistik                         | Filmtitel         | Anzahl | Jahr |
| --------------------------------- | ----------------- | ------ | ---- |
| Häufigste Auszeichnungen          | Das Meer in mir   | 14     | 2005 |
| Häufigste Nominierungen           | Der perfekte Chef | 20     | 2022 |
| Häufigste Nominierungen ohne Sieg | Fessle mich!      | 15     | 1991 |